# Chepstow Town Gate
Town Gate er en byport, der ligger i Chepstow, Monmouthshire, Wales. Lokalt er den også kendt som Town Arch, og historisk har den været den eneste adgang til byen igennem Port Wall, hvilket blev brugt til at opkræve told for de personer, der skulle til byen for at sælge deres varer..
Den blev oprindeligt opført i slutningen af 1200-tallet samtidig med bymuren. Den nuværende byport stammer hovedsageligt fra 1500-tallet, og den er blevet restaureret og delvist genopført ved flere lejligheder. Den ligger i den vestlige ende af byens High Street. Det er en listed building af første grad.